# Élection gouvernorale bachkire de 2019
L'élection gouvernorale bachkire de 2019 a lieu le 8 septembre 2019 afin d'élire le gouverneur de la République de Bachkirie, l'une des 22 républiques de la fédération de Russie,,,. 
Le gouverneur sortant, du parti au pouvoir Russie Unie l'emporte dès le premier tour avec plus de 82 % des voix, pour une participation de près de 72 %.

## Contexte national

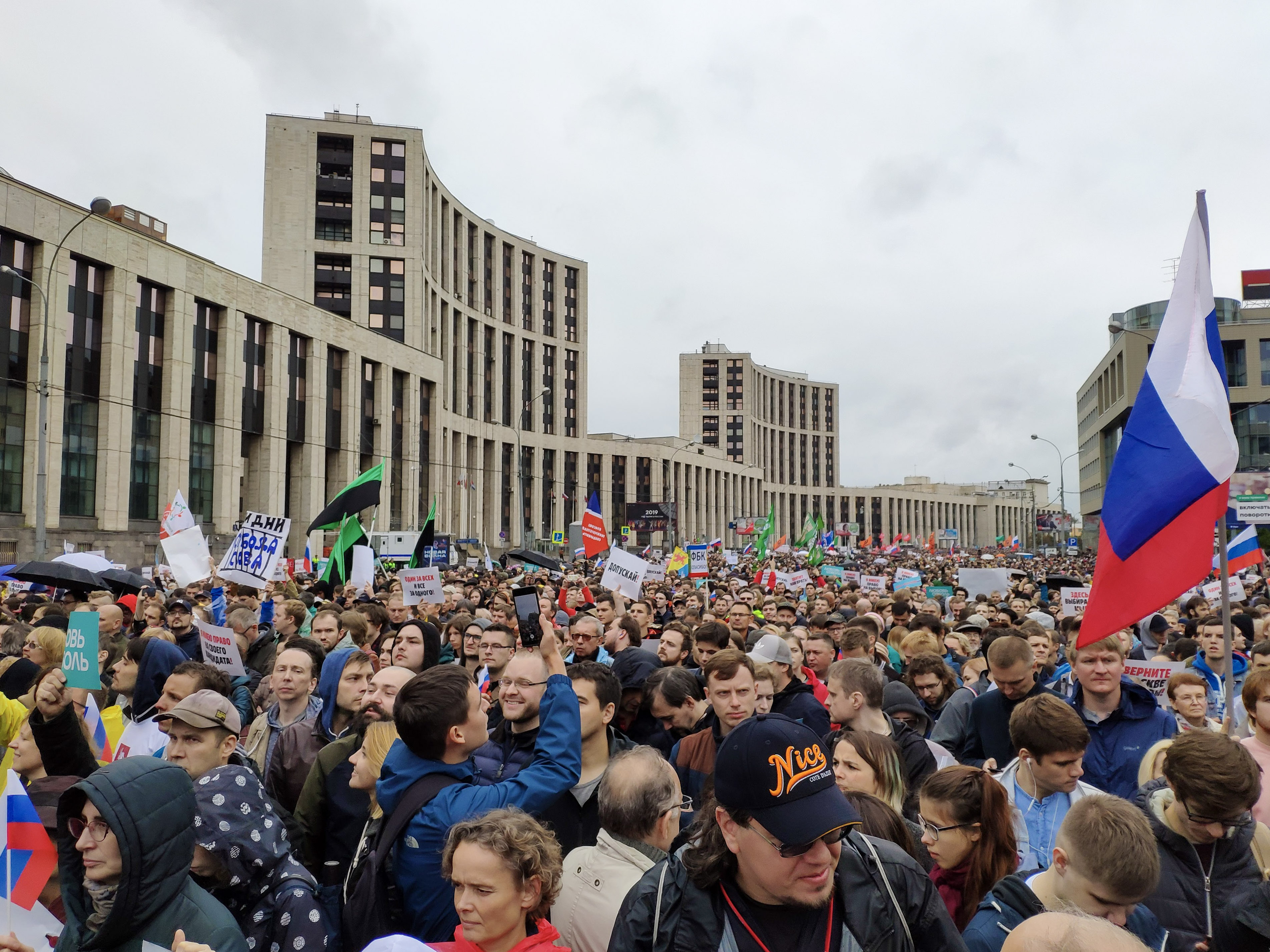
Manifestation moscovites contre l'invalidation des candidatures de l'opposition en août 2019.

Plus d'une vingtaine de scrutins sont organisés dans les sujets de Russie le huit septembre. Ces élections se tiennent dans un contexte national de grogne sociale et de stagnation économique, en partie due aux sanctions économiques infligées au pays à la suite de l'annexion de la Crimée, tandis que la popularité du parti au pouvoir, Russie Unie, s'effondre à l'été 2018 du fait de l'adoption de la très impopulaire loi relevant l'âge de départ à la retraite. Pour un grand nombre des élections, le vote a lieu en l'absence des principaux candidats de l'opposition, empêchés de se présenter par la Commission électorale. En réaction, d'importantes manifestations pacifiques ont lieu au cours des deux mois précédant le scrutin pour réclamer des élections libres, notamment à Moscou ou 50 000 personnes se réunissent le 10 août. Le journaliste Ilya Azar (en), l'avocate Lioubov Sobol et le militant Nikolaï Liaskine, meneurs de la contestation, sont arrêtés et placés en détention préventive pour avoir participé à des « troubles massifs ». La police procède à près de 2 700 arrestations.

## Système électoral
Le gouverneur est élu au scrutin uninominal majoritaire à deux tours pour un mandat de cinq ans. Est déclaré élu le candidat ayant recueilli au premier tour la majorité absolue du total des suffrages, y compris les votes blancs et nuls. À défaut, les deux candidats arrivés en tête s'affrontent au second tour, et celui recueillant le plus de voix l'emporte. Les candidats doivent avoir au moins trente ans, ne pas avoir de double nationalité ni de permis de séjour dans un autre pays et, depuis 2013, certifier par écrit à la commission électorale qu'il ne disposent pas de compte bancaire, espèces ou objets de valeurs à l'étranger. Dans le cas contraire, ceux ci doivent être rapatriés en Russie,.
Depuis le 1er juin 2012, l'élection des chefs des entités composant la fédération de Russie est de nouveau possible au scrutin direct, après une période de huit ans durant laquelle ils étaient directement nommés par le président de la fédération,. Les candidats doivent cependant se soumettre à des conditions strictes de parrainage, appelées « filtre ». Le filtre impose ainsi de recueillir les signatures de soutien d'un pourcentage du total de conseillers municipaux compris entre 5 et 10 %, à l'appréciation de chaque Sujet, et des signatures d'entre 5 et 10 membres des organes exécutifs des districts municipaux, selon le même principe. Tous n'ont le droit de soutenir qu'un seul candidat, et ne peuvent se rétracter une fois leur signature notariée.

## Résultats
| Candidats                | Candidats                | Partis                    | Votes     | %     |
| ------------------------ | ------------------------ | ------------------------- | --------- | ----- |
|                          | Radiy Khabirov           | Russie unie               | 1 794 176 | 82,02 |
|                          | Yunir Kutluguzhin        | Parti communiste          | 150 692   | 6,89  |
|                          | Ivan Sukharev            | Parti libéral-démocrate   | 99 173    | 4,53  |
|                          | Zulfiya Gaysina          | Iabloko                   | 33 394    | 1,53  |
|                          | Iouri Ignatiev           | Russie juste              | 26 938    | 1,23  |
|                          | Rafis Kadyrov            | Patriotes de Russie       | 24 034    | 1,10  |
|                          | Vladimir Barabash        | Pouvoir civil             | 21 193    | 0,97  |
|                          | Vladimir Kobzev          | Parti russe des retraités | 17 688    | 0,81  |
|                          | Votes blancs ou nuls     | Votes blancs ou nuls      | 20 198    | 0,92  |
|                          |                          |                           |           |       |
| Votes valides            | Votes valides            | Votes valides             | 2 167 288 | 99,08 |
| Votes blancs ou nuls     | Votes blancs ou nuls     | Votes blancs ou nuls      | 20 198    | 0,92  |
| Total                    | Total                    | Total                     | 2 187 486 | 100   |
| Abstention               | Abstention               | Abstention                | 861 710   | 28,26 |
| Inscrits / participation | Inscrits / participation | Inscrits / participation  | 3 049 196 | 71,74 |